# Anopheles triannulatus
Anopheles triannulatus är en tvåvingeart som beskrevs av Arthur Neiva och Pinto 1922. Anopheles triannulatus ingår i släktet Anopheles och familjen stickmyggor. Inga underarter finns listade i Catalogue of Life.